# Yuasa
Yuasa (jap. 湯浅町 Yuasa-chō) – miasto w Japonii, na wyspie Honsiu, w prefekturze Wakayama. Według danych na rok 2020 miejscowość zamieszkiwało 11 122 mieszkańców , a gęstość zaludnienia wyniosła 535 os./km².